# Symfonie nr. 5 (Tüür)
Erkki-Sven Tüür voltooide zijn Symfonie nr. 5 voor bigband, elektrische gitaar en symfonieorkest in 2004.
In het cd-boekje bij de Ondine-uitgave werd de componist geïnterviewd betreffende dit werk. De interviewer was de dirigent van de opname Olari Elts. Tüür gaf in het vraaggesprek toe, dat deze compositie zelfs voor hem extreem was. De opdracht voor een werk waarbij de solisten bestaan uit een bigband, een improviserende gitarist in combinatie met een symfonieorkest kwam uit Stuttgart. De combinatie lijkt daarbij onlogisch, maar Tüürs werken bevinden zich vaker op het raakvlak tussen rock, jazz en klassieke muziek. Zie bijvoorbeeld zijn Symfonie nr. 4 waarbij de solist een slagwerker is.
De symfonie heeft de structuur van de klassieke symfonieën. Thema’s, door de componist hier “gene” genoemd, komen in meerdere delen terug en het kent ook de klassieke vierdeligheid:
1. Maatslag = 60
2. Maatslag = 70
3. Maatslag = 130 (door de componist aangeduid als Scherzo
4. Maatslag = 70

De première vond plaats in Stuttgart door Martin Scales (gitaar), de bigband van de SWR en SWR Symfonieorkest Stuttgart onder leiding van Orami Elts. Elts zou het werk in de periode vanaf 1 februari 2005 tot de opname in oktober 2013 acht maal dirigeren.